# Compsobata mima
Compsobata mima är en tvåvingeart som först beskrevs av Willi Hennig 1936.  Compsobata mima ingår i släktet Compsobata och familjen skridflugor. Inga underarter finns listade i Catalogue of Life.